# Adriana Barbu
Adriana Barbu (Rumania, 17 de enero de 1961) es una atleta rumana retirada especializada en la prueba de maratón, en la que ha conseguido ser medallista de bronce europea en 1994.

## Carrera deportiva
En el Campeonato Europeo de Atletismo de 1994 ganó la medalla de bronce en la carrera de maratón, recorriendo los 42,195 km en un tiempo de 2:30:55 segundos, llegando a meta tras la portuguesa Manuela Machado y la italiana Maria Curatolo (plata).